# Powiat witebski (gubernia witebska)
Powiat lub potem ujezd witebski dawny powiat główny województwa witebskiego Rzeczypospolitej, później guberni witebskiej Rosji. Z jego części utworzono potem Rejon witebski.